# Danazol
Danazol is een steroïdhormoon, een gemodificeerde vorm van testosteron, die werkt als een anti-hormoon; het remt de afgifte van de hormonen LH en FSH door de hypofyse. Hierdoor neemt bij vrouwen de activiteit van de eierstokken af.
Het wordt onder andere gebruikt ter onderdrukking van de menstruatiecyclus bij endometriose en menorragie; bij hereditair angio-oedeem, en bij fibrokysteuze afwijkingen in de borsten (mastopathie).
Het heeft vaak androgene (vermannelijkende) bijwerkingen (haargroei/uitval, lagere stem etc).
Het middel wordt weinig meer gebruikt, omdat er andere middelen zijn die bij vrouwen minder vermannelijkende bijwerkingen hebben. Indien het wordt gebruikt moet er op het voorkomen van deze bijwerkingen worden gelet zodat het gebruik zo nodig kan worden gestaakt.
Daarbij moet rekening worden gehouden met de onomkeerbare aard van sommige bijwerkingen.
Tegen endometriose zou het middel niet meer voorgeschreven moeten worden wegens deze bijwerkingen. Tevens zijn er aanwijzingen dat danazol bij endometriose patiënten een verhoogd risico op ovariumkanker geeft.